# Географія (Птолемей)

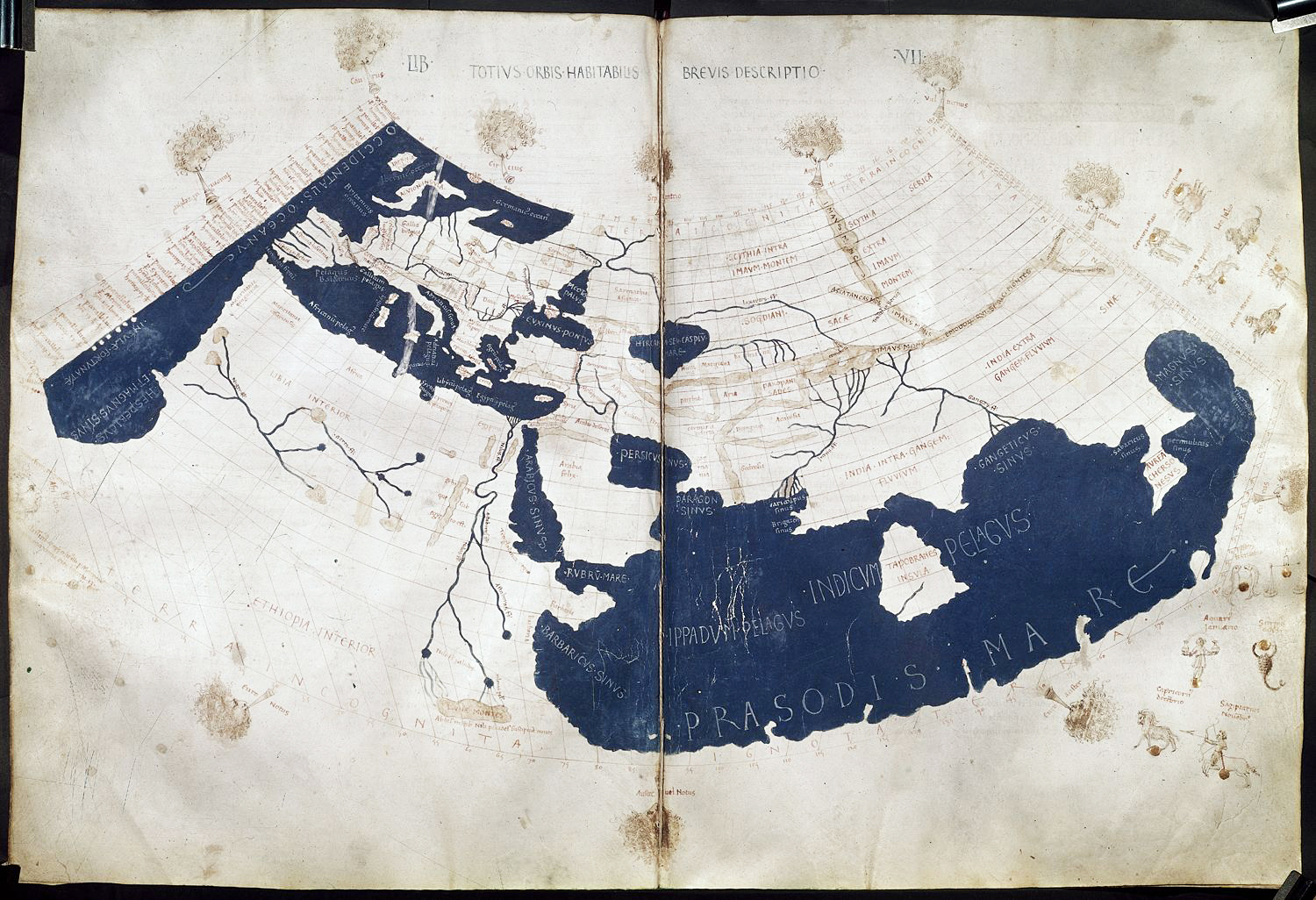
Карта Птолемея

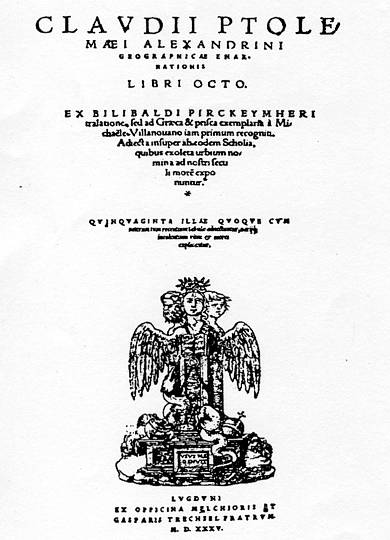
Видання 1535 р., Титульна сторінка

«Керівництво з географії» (дав.-гр. Γεωγραφικὴ Ὑφήγησις) — праця давньогрецького вченого Клавдія Птолемея, що містить перелік пунктів із зазначенням їх географічних координат. Праця Птолемея являла собою матеріал для складання карти Землі. Географія Птолемея складалася из восьми книг.

## Зміст
- 1 кн. (24 гл.) Присвячена відмінностям географії від хорографії, поняттю земної кулі, а також довготам і широтам.
- 2 кн. Описує країни Західної Європи: Альбіон (гл. 2), Іспанія (гл. 4-6), Галлія (гл. 7), Белгіка (гл. 9) , Нарбонська Галлія (гл. 10), Німеччина (гл. 11), Вінделіція, Норик, Паннонія та Іллірія.
- 3 кн. Описує інші країни Європи: Італія, Корсика, Сардинія, Сицилія, Європейська Сарматія, Дакія, Мезія, Фракія, Македонія, Епір, Ахайя, Пелопоннес та Крит.
- 4 кн. Описує Африку: Лівія (гл. 1), Мавританія (гл. 2), Киренаїка (гл. 3), Єгипет, Нумідія, Ефіопія та ін.
- 5-7 кн. Описує Азію: Кавказька Албанія, Аравія, Вірменія, Каппадокія, Кілікія, азійська Сарматія (територія між Танаїсом і Ра[3]), Серіка, Сирія та ін.

## Список основних друкованих видань праці Клавдія Птолемея
- Віченца  1475 р. — перше друковане видання (без карт);
- Болонья: 1477 р. — перше видання з картами (26 карт);
- Рим: 1478 (27 карт),  1490 (27 карт), 1507 (33 карти), 1508 (34 карти);
- Флоренція: 1482 (31 карта);
- Ульм: 1482 (32 карти), 1486 (32 карти);
- Венеція: 1482, 1511 (28 карт), 1540, 1548, 1558, 1561, 1562, 1564, 1574, 1578, 1588, 1596 (64 карти), 1597-8 (64 карти), 1598-9 (69 карт), (карти до видань 1548, 1558, 1561, 1562, 1564 рр. склав Джакомо Гастальді)[4].;
- Краків: 1512, 1519;
- Страсбург: 1513 (47 карт), 1520 (47 карт), 1522 (50 карт), 1525 (50 карт), 1535 р., 1541 р.;
- Нюрнберг: 1514(без карт), видавець Йоган Вернер;
- Відень: 1518;
- Базель: 1533 (без карт), 1540, 1542, 1545, 1552;
- Інгольштадт: 1533;
- Ліон: 1535, 1541, 1546;
- Париж: 1546; 1828;
- Кельн:1584, 1597 (64 карти), 1608 (64 карти);
- Дюссельдорф: 1602 (34 карти);
- Амстердам: 1605 (28 карт), 1704 (28 карт);  1730 (28 карт);
- Арнем: 1617 (64 карти);
- Лейден: 1618-19 (47 карт);
- Франкфурт-на-Майні: 1695 (28 карт), 1698 (28 карт), 1704.[5].

## Ресурси Інтернету
Вікісховище має мультимедійні дані за темою: Географія (Птолемей)

### Основні джерела
- Claudii Ptolemaei Geographia, ed. Karl Friedrich August Nobbe, Sumptibus et typis Caroli Tauchnitii, 1843, tom. I [Архівовано 11 червня 2013 у Wayback Machine.] (books 1-4); 1845, tom. II [Архівовано 16 червня 2013 у Wayback Machine.] (books 5-8); 1845, tom. III [Архівовано 11 червня 2013 у Wayback Machine.] (indices). (Greek original).
- Geographia Universalis [Архівовано 18 лютого 2021 у Wayback Machine.], Basileae : apud Henricum Petrum, mense Martio, Venezia, 1540.
- Geographia Cl. Ptolemaei Alexandrini [Архівовано 18 лютого 2021 у Wayback Machine.], Venetiis : apud Vincentium Valgrisium, Venezia, 1562.
- Claudii Ptholemaei Alexandrini liber geographiae cum tabulis et universali figura et cum additione locorum quae a recentioribus reperta sunt diligenti cura emendatus et impressus [Архівовано 27 березня 2013 у Wayback Machine.] (Latin translation, with updated (16th century) geographical positions).
- Ptolemy's Geography at LacusCurtius [Архівовано 21 червня 2020 у Wayback Machine.] (English translation, incomplete)
- Extracts of Ptolemy on the country of the Seres (China) [Архівовано 12 березня 2013 у Wayback Machine.] (English translation)
- 1st critical edition of Geography Book 8, by Aubrey Diller [Архівовано 21 квітня 2016 у Wayback Machine.]
- Geografia cioè descrittione vniuersale della terra partita in due volumi..., In Venetia : appresso Gio. Battista et Giorgio Galignani fratelli, 1558.
- Geografia di Claudio Tolomeo alessandrino, In Venetia : appresso gli heredi di Melchior Sessa, 1599.

### Допоміжний матеріал
- Ptolemy the Geographer
- Ptolemy's Geography of Asia - Selected problems of Ptolemy's Geography of Asia (in German)
- History of Cartography [Архівовано 27 вересня 2011 у Wayback Machine.] including a discussion of the Geographia
- Dennis Rawlins, Investigations of the Geographical Directory 1979-2007 [Архівовано 6 червня 2013 у Wayback Machine.]
- Ptolemy's Geography in the Renaissance [Архівовано 17 червня 2013 у Wayback Machine.] collected essays
- Работы Птолемея в области географии [Архівовано 11 лютого 2013 у Wayback Machine.]
- Клавдий Птолемей. Руководство по географии
- greek text [Архівовано 7 квітня 2022 у Wayback Machine.]
- Geographia Cl. Ptolemaei Alexandrini [Архівовано 18 лютого 2021 у Wayback Machine.], Venetiis : apud Vincentium Valgrisium, 1562.
- Geographia Universalis [Архівовано 18 лютого 2021 у Wayback Machine.], Basileae : apud Henricum Petrum, mense Martio, 1540.